# John Wilkes Booth
John Wilkes Booth (Bel Air, Maryland, 1838. május 10. – Port Royal, Virginia, 1865. április 26.) amerikai színész, aki manapság Abraham Lincoln gyilkosaként közismert, akkoriban viszont népszerű színésznek számított. A maga korában híres Junius Brutus Booth brit színész fia.

## Életrajza
Tíz gyerek közül kilencedikként született. Apja után Edwin és Julius nevű bátyjai is sikeres színészek lettek, ahogy ő maga is.
Fanatikus déli szimpatizáns volt, a színészet mellett ez határozta meg leginkább az életét. Noha színészként magasztalták, az 1860-as években politikai véleménye miatt már számos kritikában részesült. Amikor John Brown 1859-ben rabszolgafelkelést próbált szervezni Harpers Ferry, Booth a Brown ellen küzdő hadsereghez csatlakozott és később jelen volt Brown akasztásánál is. Az akasztófa közelében állt más fegyveresekkel, hogy megakadályozza Brown elmenekülését vagy esetleges menekülési kísérletét. Minden valószínűség szerint ekkortájt lett a konföderalisták ügynöke.
1862 elején Booth St. Louisban bírálta a kormányt, amiért letartóztatták (egy színházi turné alkalmával ugyanis az elnököt és a kormányt a pokolba kívánta).
1863. november 9-én Booth Raphael szerepét játszotta A márványszív című előadásban, a Ford Színházban (a színdarabot Charles August Selby írta). Az előadáson Lincoln elnök is jelen volt.
Utolsó színpadi szerepében, 1865. március 18-án Pescara herceget alakította Richard Lalor Sheil The Apostate című színdarabjában.
Mivel Booth jegyben járt az Egyesült Államok spanyolországi nagykövetének, John P. Hale-nek a lányával, Lucy Hale-lel, meghívott vendégként 1865. március 4-én részt vehetett Lincoln második elnöki beiktatásán.

### A Lincoln elleni merénylet

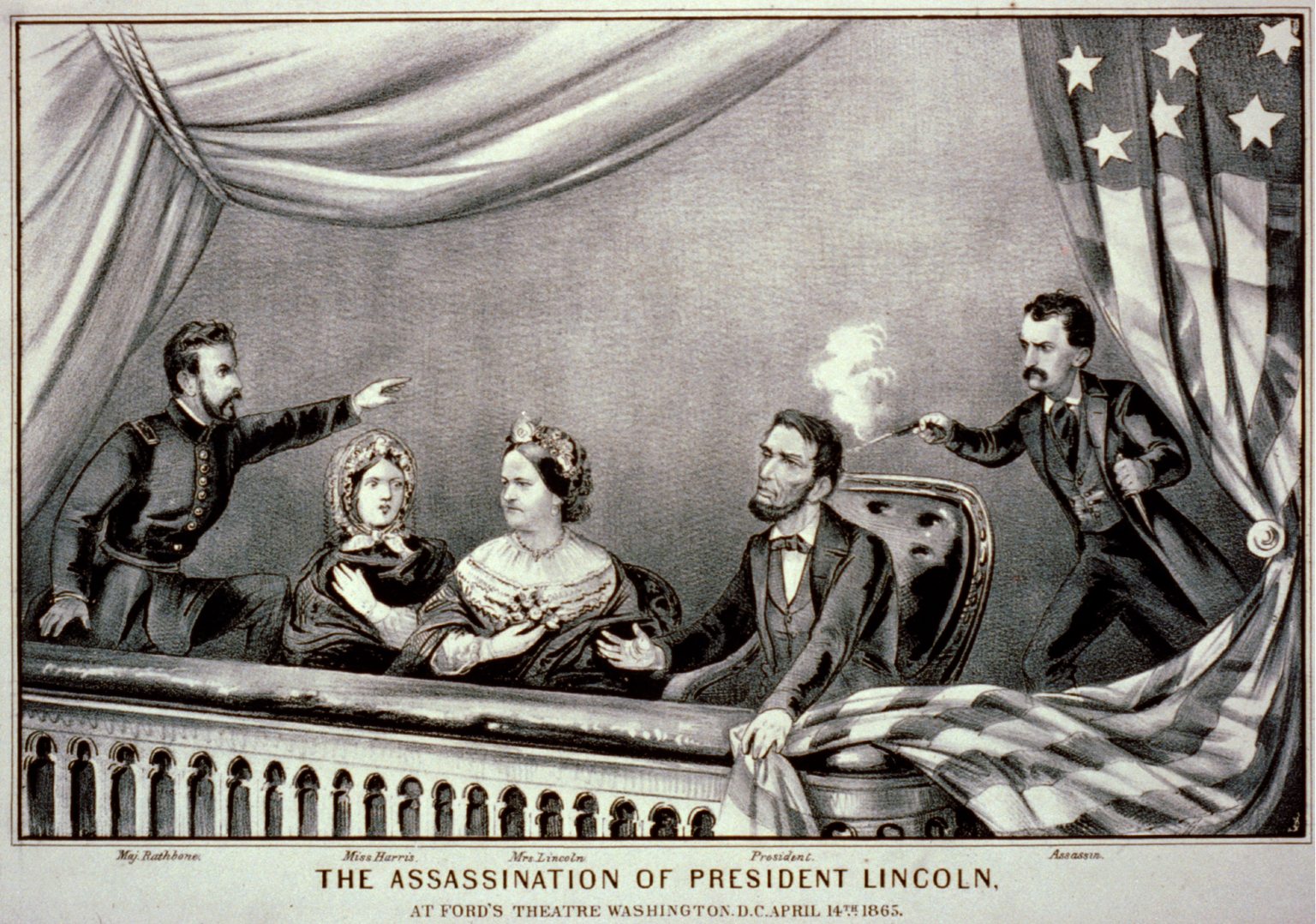
Booth rálő a washingtoni Ford Színházban Lincoln elnökre, bal szélen Henry Rathbone őrnagy (korabeli litográfia)

Mikor kiderült, hogy a polgárháború elveszett a déliek számára, Booth mindenképpen elégtételt akart venni. Először Abraham Lincoln elnök elrablását tervezte, hogy vele érje el több konföderációs fogoly szabadon bocsátását, de ez okafogyottá vált, mert Lincoln maga is eképp döntött nem sokkal később.
Ezután fogalmazódott meg benne a merénylet gondolata, főleg azután, hogy megtudta a washingtoni Ford Színházba, ahol ő is színészkedett Lincoln is eljön egy előadásra. Az eredetileg az emberrablásra verbúvált társaival azt is kitalálta, hogy Andrew Johnson alelnököt és William H. Seward külügyminisztert is tegyék el láb alól. Booth abban reménykedett, hogy az állami vezetők halála ismét felszítja a polgárháborút. Csak Sewardot sikerült az egyik összeesküvőnek, Lewis Powellnek könnyebben megsebesíteni, míg Johnson ellen semmi nem történt, mert a merénylettel megbízott George Atzerodt inkább elmenekült a városból.
1865. április 14-én Booth, miután több előkészületet eszközölt a színházban este előadás közben egy egylövetű Derringer pisztollyal lépett az elnöki páholyba és tarkón lőtte Lincolnt, valamint súlyosan megsebesítette az ott lévő Henry Rathbone őrnagyot egy késsel, mikor az megpróbálta megállítani. A merénylet után leugrott a páholyból a színpadra, majd a megdöbbent közönségnek a Iulius Caesar meggyilkolása kapcsán is használt latin szállóigét kiáltotta: „Sic semper tyrannis!” (Így járjanak a zsarnokok!), ezután elmenekült, annak ellenére, hogy az ugrástól eltörött a bal lába. Lincoln másnap reggel 7 óra 22 perckor halt bele a sebesülésébe.
A gyilkosságot követően Washingtont ellepték a katonák: a nyomozás kiderítette, hogy Booth eredetileg összeesküvést szőtt kilenc társával Lincoln elrablására és déli hadifoglyokra való kiváltását fontolgatták, a háború befejezése miatt viszont csak a bosszú lehetősége maradt számukra.
Másnap széles körben híre ment az elnökgyilkosságnak, az újságcikkekben viszont Booth bosszúságára egyöntetűen elítélték a merényletet, még a déli oldalról is. A hatóságok 100 000 dollár nyomravezetői díjat ajánlottak fel, miközben maguk is hozzáláttak a környék átfésüléséhez a merénylők után. A törött lábával Booth egy társával, David Herolddal Samuel Mudd orvos házába ment, akit szintén az összeesküvők tagjának tekintettek, bár szerepe nem lett teljesen tisztázva, mindenesetre Mudd szintén a polgárháború vesztesének számított üzleti érdekeltségei miatt. Mudd állítólag mihamarabb meg akart szabadulni Booth-éktól, miután értesült a merényletről. Sínbe tette Booth lábát és mankót is csinált neki, aki később így állt tovább. Ezután több helyen, erdőkben és farmokon húzták meg magukat, átkeltek a Potomac folyón, mígnem április 24-én értek Locust Hillhez, Richard Henry Garrett farmjához, aminek dohánypajtájában rejtőztek el.
Április 25-én találtak rájuk itt. Herold megadta magát, Booth azonban ellenállt, a pajtát ezért rágyújtották, hogy kifüstöljék. Egy katona azt állította, hogy ő lőtte le, mikor Booth tüzelni akart, de az öngyilkosság sem kizárható. A nyakcsigolyájan ment keresztül a golyó, amitől lebénult, és csak órákkal később szenvedett ki. Négy bűntársát, Mary Surrattot, Lewis Powellt, David Heroldot és George Atzerodtot július 7-én felakasztották, másik három bűntársát pedig életfogytig tartó szabadságvesztésre ítélték, de voltak, akik kegyelemben részesültek, mint például Dr. Mudd, aki csak néhány évet töltött börtönben.

### A merénylet után
Később olyan pletykák is lábra kaptak, hogy Booth nem halt meg a pajtában, mivel helyette valaki mást lőttek ott le, ő pedig már korábban másfelé menekült. Ezután több történet szólt arról, hogy különböző álneveken élt tovább Amerikában, Mexikóban, majd 1903 táján öngyilkos lett, illetve hogy megházasodott és Japánban vagy Indiában is töltött némi időt, majd visszatért az Egyesült Államokba. Ezeket az összeesküvés-elméletnek is beillő teóriákat azonban semmi nem bizonyította, ahogy azt sem, hogy a halála utáni években gyermeke született volna: Booth állítólagos gyermekének leszármazottai DNS-mintái sem mutattak azonosságot egy bizonyítottan Booth családjából származó nőével.
Booth rövid életének eseményeinek helyei, mint a Ford Színház vagy Samuel Mudd háza ma már emlékhelyként vagy múzeumként működnek.

## Fordítás
Ez a szócikk részben vagy egészben  a   John Wilkes Booth című angol Wikipédia-szócikk fordításán alapul.  Az eredeti cikk szerkesztőit annak laptörténete sorolja fel. Ez a jelzés csupán a megfogalmazás eredetét és a szerzői jogokat jelzi, nem szolgál a cikkben szereplő információk forrásmegjelöléseként.